# 片山信夫
片山 信夫（かたやま のぶお、1910年1月17日 - 1997年3月4日）は、日本の地球科学者。専門は、鉱物学・鉱床学。

## 経歴
1910年1月17日、東京都に生まれる。父の片山正夫（1877 - 1961）は東京帝国大学理学部化学教室教授を務めた化学者であり、液体の表面張力と温度の関係式（片山の式）で知られている。
1933年（昭和8年）に東京帝国大学理学部鉱物学科を卒業、直ちに同理学部助手となり、1938年（昭和13年）講師に昇任。1939年（昭和14年）に商工省工業技術院地質調査所（戦時中は地下資源調査所と呼ぶ）へ転任し、主に東南アジアの鉱産物資源調査・開発に従事。1946年（昭和21年）同省地質調査所（現産業技術総合研究所）勤務となる。1949年（昭和24年）には、発足したばかりの新制東京大学教授に就任し、教養学部地学教室の設立に尽力。
1955年（昭和30年）、皇居で行われた古生物学・鉱物学の合同進講に招かれて「放射線鉱物と地質学」について進講した。
1960年（昭和35年）に、同教室名を宇宙地球科学教室に変更する英断を下す。1970年（昭和45年）東京大学を定年退職し、同年九州大学理学部教授になり、非金属鉱床地質学講座を担当し、増設間もないこの講座の教育・研究の充実に尽力した。1972年（昭和47年）には九州大学島原火山観測所所長を兼務し、1973年（昭和48年）同大学定年退官。1964年（昭和39年）〜1968年（昭和43年）に日本鉱物学会会長、1964年（昭和39年）〜1966年（昭和41年）に日本原子力学会理事。1970年（昭和45年）東京大学名誉教授。1982年（昭和57年）勲二等瑞宝章を受章。

## 研究業績
卒業論文で伊藤貞市教授の指導を受けて以来、初期には鉱物結晶の形態的研究を行い、数多くの成果を挙げ、台湾の大屯硫黄に関する論文によって、1948年東京帝国大学から理学博士の学位を取得。論文名は「大屯硫黄について」。 戦時中地質調査所に在職中は、非金属鉱床の調査研究に力をつくし、とくに国内のカリ資源としてのミョウバン石鉱床の調査研究のほか、老開（現在のベトナム国ラオカイ）のリン鉱床、バンドン（現在のインドネシア国ジャワ島の都市）郊外の鉄ミョウバン石鉱床の精査・開発に著しい業績をあげた。戦後は、国内の鉄ミョウバン石鉱床の利用研究に成果をあげ、また日本学術振興会の第111鉱物新活用委員会の委員、委員長として活躍し、とくにゲルマニウムとウラン資源の研究については、すぐれた成果を残した。ウランについては、国内で注目される以前から、まずその探査に適した放射能測定装置の開発に尽力し、その成果を公にした。そして人形峠のウラン鉱床の調査研究に力を注いだ。1958年のジュネーブの国連原子力平和利用国際会議では、専門委員会の議長の一人として、日本のウラン資源に関する実状を海外に認識させるとともに、ウラン鉱床の成因に関する新しい考えを発表した。一方、地学教育、とくに戦後のいわゆる地学について、早くから天文学をも含めた広い分野の総合を心がけ、東京大学の講義でそれを実践に移すとともに、「地学精義」・「地学の教養」などの大学教養課程の教科書および高等学校の地学教科書なども著して、地学教育の内容の充実と組織化に貢献した。1982年に愛媛県越智郡岩城島から発見された片山石（Katayamalite, Ca-Li-Ti 珪酸塩鉱物）は、彼に因んで命名されたものだが、後に既存の鉱物バラトフ石（Baratovite）と同一のものであることが判明した。

## 家族
- 祖父・片山精吾 - 倉敷の大地主で藺莚業者[4]。
- 父・片山正夫
- 妻・敏子 - 新宮凉園の孫。義兄（妻の姉の夫）に村橋俊介。[5]

## 主な編著書
- 「鉱物資源便覧」、大地書院、1937年。
- 「本邦鉱物図誌」第2巻、（伊藤貞市著、執筆担当）、大地書院、1938年。
- 「褐鉄鉱床に伴うカリ・燐及び砒素」（鉱物新活用委員会編、執筆分担）、碩学書房、1953年。
- 「宇宙における地球」、現代世界地理全集、第1巻、 9-30頁、河出書房、1957年。
- 「新制理科　地学精義」、培風館、初版1955年、改訂版1963年, 三訂版1967年。
- 「ゲルマニウム」（ゲルマニウム研究会編、編集ならびに執筆分担）、朝倉書店、1956年。
- 「理科基礎講座」11・12巻、（鏑木政岐編、執筆分担）、岩崎学術出版、1957年。
- 「ウラン、その資源と鉱物」（ウラン・トリウム鉱物研究委員会編、編集ならびに執筆分担）、朝倉書店、1961年。
- 「地層と岩石の年代」（坂本俊雄編：生命の歴史、執筆分担）、岩波書店、1961年。
- 「地学の教養」（編集ならびに執筆分担）、岩崎学術出版、初版1964年、改訂版1967年。
- 「資源鉱物ハンドブック」（坪谷幸六ほかと共編、執筆分担）、朝倉書店、1965年。
- 「実験鉱物学」（日本鉱物学会編、執筆分担）、共立出版、1966年。
- 「新版地学辞典I」（竹内均ほかと共編、執筆分担）、古今書院、1970年。
- 「新版地学辞典II」（森本良平ほかと共編、執筆分担）、古今書院、1970年。
- 「新版地学辞典III」（木村敏雄ほかと共編、執筆分担）、古今書院、1973年。
- ほかに高等学校用地学教科書など、多数。